# 女神Online
《女神Online》是由中華網龍自主研發並營運的一款多人在線角色扮演遊戲。該作於2008年5月20日首次在日本嚗光，與《飄流幻境Online》為同一個研發團隊。遊戲融合奇幻、科技元素、以及戀愛養成跟策略戰鬥，並採用SLG玩法的新形態線上遊戲。遊戲於2008年12月24日啟動封測，2009年1月10日公開測試。2010年4月19日於日本發行，並定名為《Angelic Crest》；2014年5月27日，日本服務終止。
2012年10月下旬，《新女神Online》上市，由980x遊戲天地營運。2013年7月24日，《女神光速版Online》上市，由中華網龍營運。

## 遊戲介紹
以近未來的地球為背景，並以大洋洲內純樸的島嶼(約在斐濟一帶)為角色出發點，描述一群來自於未來的入侵者，對地球大肆破壞。玩家在緊急情況下意外獲得女神的能力，趕走了前來破壞的入侵者。
玩家在遊戲中會化身為英勇戰士與「天使特勤隊」共同抵禦入侵地球、來自未來的邪惡勢力。隨著劇情任務，玩家將與天使特勤隊中俏皮外向的莎曼莎、冷靜理性的艾薇爾、堅強獨立的唐琳與開朗活潑的席貝兒等隊員進行互動與情感養成，在激烈戰鬥之餘，每天還有許多不同的驚喜。

## 遊戲特色
- 多人控制：隨著劇情發展，將有更多夥伴加入玩家隊伍，玩家可在大型戰鬥中招出5位夥伴/寵物助戰。
- 小屋製作：可利用各種材料打造屬於自己的小屋，材料可由挖礦功能取得，每張地圖各有不同種類的礦藏。
- 釣魚:可利用從小屋製成的釣竿至水邊進行垂釣。
- 特技：可藉通過各種NPC的考驗學習特技，特技通過累積熟練度進行升級。
- 移動戰艦：可在戰艦上使用房間探視、醫護室、領取軍餉、夥伴訓練、夥伴存放等功能。
- 城市系統：可建造自己的城市，達2級以上可進入地圖並攻擊其他玩家的城市(自2009年2月5日起，改制為須取得出兵宣言後方可進攻)及掃蕩黑帝斯軍基地。
- 多執行程式：玩家可同時開啟多個遊戲視窗，登入數個帳號。

## 都市系統

### 簡介
等級提升至十級之後，玩家可在自己的都市系統內進行民生及軍事建設，建設需耗費金礦、石礦、糧草及市民等四大資源，但並非每項建設均得同時耗費上述四項資源，建設的過程依建築級別不同需耗費數秒鐘至數十小時不等的時間。要塞為整座城市的主體，一旦要塞遭敵方(可能是其他玩家或黑帝斯軍)破壞，則城市宣告覆滅。城市分為軍事力及繁榮度兩大指標，一般而言，繁榮度最高約為300~400之間，軍事力最高約為70~80之間，各項建築(包含道路)均有數量上之限制(且無法透過付費解除該限制)，指標高低依各玩家的都市計畫理念而有所不同。要塞等級提升至2等後，即可於地圖上建立城市，每個伺服器提供2,500格(欲建築於山脈、水面等障礙點上需收費3點)，供其他玩家攻擊及觀摩，繁榮度前300名的玩家可入圍排行榜，就維納斯伺服器而言，目前約有二千座二、三級城市。

## 週邊商品

### 小說
為天使出版國際文化有限公司出版，由久本治撰寫，共三篇，各為上冊、下冊和外傳。內容與遊戲主線有些出入。

## 登場人物

### 天使特勤隊

#### 艦長

##### 凱薩琳（，角色聲音：鈴木麻里子）
拉斐爾戰艦的艦長，28歲，身高175cm，體重52kg，為拉斐爾的操控者，也是天使特勤隊的主管。
雖然身為艦長但平時溫柔和氣，做事光明磊落，又擅長鼓勵他人，是全艦人員傾訴心聲的最佳人選。在她成熟嫵媚的外表下，藏著深不可測的智慧。
另外在官方的原資料當中，曾經將凱薩琳列為夥伴之一，後來因為已成NPC關係取消此設定。

#### 月神組

##### 主角（玩家自訂）
角色聲音 男：赤羽根健治；女：井上麻里奈
性別：男/女（玩家自訂）
屬性：水（克爾朵Clotho）/火（拉琪希絲Lachesis）（玩家自訂）
本故事的主人公，在夢中被女神托付了克羅恩之鏈而獲得使用機甲的力量。在家園遭到黑帝斯軍的破壞之後，與來自未來的天使特勤隊隊員艾薇爾共同擊退了敵人。之後到了拉斐爾艦上，被艦長凱薩琳指派為月神組的隊長，隨即展開了一連串與黑帝斯軍的戰鬥。獲得了克羅恩之鏈而可以依照屬性的不同，而能獲得火影劍或水刃閃，以及天翔龍擊或急凍大地的初始技能和POW技。

##### 艾薇爾（，角色聲音：冬馬由美）
主角第一個遇見的天使特勤隊隊員。特徵是翠綠的眸色和挽起的橘色頭髮。個性冷靜細心而體貼，給人一種相當可靠的感覺。並且相當擅長維修以及操縱機械。和莎曼莎從小就是好朋友，經常與莎曼莎一起行動。機甲的名稱為『武者』，顏色為赤紅。(在與主角第一次並肩作戰時曾經提到過。)
因為家人都黑帝斯軍殺害，僅剩自己一人生還(在85等主線「地之石獸」有詳細說明)。為了復仇而加入地球聯合軍。
屬性：火
擅長武器：刀
招式：
| 招式類別  | 招式名稱                         | 備註                                                              |
| --------- | -------------------------------- | ----------------------------------------------------------------- |
| 技能系    | 爪龍連牙斬                       | －                                                                |
| 技+術能系 | 鳳凰天驅 鳳凰天驅·改 真·鳳凰天驅 | 後兩者「改」及「真」為增加威力版招式 兩者均需要透過任務學習獲得。 |
| 技能系    | 究極鳳凰天驅                     | 先需要將原版、「改」及「真」的招式學滿 需再透過任務習得。         |
| POW系     | 火靈召喚                         | －                                                                |
| 合體技    | 雷神雙破擊                       | －                                                                |

##### 莎曼莎（，角色聲音：神田朱未）
主角第二個遇見的天使特勤隊隊員。一頭紫色的長髮和充滿活力的笑容是她的招牌，典型的樂天派人士。從小就和艾薇爾是好朋友(在莎曼莎的房間桌上擺著小時候與艾薇爾的合照。)對於狙擊和射擊方面相當有天份。喜歡聊天的莎曼莎對於任何的話題都相當有興趣，時常和席貝兒拌嘴並捉弄她。（小說中有將席貝兒捆成晴天娃娃來祈禱雨停的劇情。）機甲顏色為紫色。
在許多一般任務中常被大叔型的男人性騷擾，討厭史萊姆這種生物。
屬性：水
擅長武器：槍械
招式：
| 招式類別  | 招式名稱 | 備註                                                         |
| --------- | -------- | ------------------------------------------------------------ |
| 技+術能系 | 電能旋斬 | 攻擊範圍為以角色為中心之水平線、重直線及斜線前後各三格擇一。 |
| 技能系    | 散彈連發 | －                                                           |
| 技能系    | 精密狙擊 | 需透過任務習得。                                             |
| POW系     | 轟雷砲   | －                                                           |
| 合體技    | 雙雷砲   | －                                                           |

##### 莉莎（，角色聲音：台：廣橋涼；日：石黑千尋）
月神組的隊員之一，同時也是偶像歌手，不管是在聯合軍或是黑帝斯軍中都有為數不少的支持者。真實身分是聯合軍總司令的女兒。雖然因為是獨生女的關係有著大小姐的任性脾氣，但其實心地十分善良。因為父親被黑帝斯軍暗中抓走的關係，後迫不得以以間諜『淒紅之翼』的身分潛伏於拉斐爾艦上。在之後曾經有機會殺死主角，但是卻始終下不了手。機甲顏色為粉紅色。
另外莉莎是所有女主角中唯一一位不能窺探房間以及打量身材的女主角。
屬性：火
擅長武器：無 (於官方物品資料中則為火箭炮，實際加成不明。)
招式：
| 招式類別 | 招式名稱                         | 備註                                 |
| -------- | -------------------------------- | ------------------------------------ |
| 術能系   | 導向火彈                         | －                                   |
| 輔助系   | 天使之翼 天使之翼·改 真·天使之翼 | 後兩者「改」及「真」需透過任務習得。 |
| 術能系   | 淒紅之翼 （無開放）              | 原計劃的新增技能，至今仍無放出資料。 |
| POW系    | 異次元爆裂                       | －                                   |
| 合體技   | 雙人龍捲風                       | －                                   |

##### 席貝兒（，角色聲音：安井繪里）
月神組的隊員，特徵是金髮雙馬尾。在戰鬥中進行以支援為主的任務。原本所屬的小隊在與黑帝斯軍的戰鬥之中全滅，只剩下席貝兒一人生還。在極度的沮喪之下受到了主角的安慰，在主角的支持之下重新振作了起來。非常不會做料理，後來漸有改善。是常與莎曼莎拌嘴，但是兩人的感情其實很好(在莎曼莎生病時也曾去探望過她)。會以"貝兒"來稱呼自己，在天使特勤隊中就像是所有人的妹妹一樣的存在，在主線-傷心的席貝兒中，將自己過去所穿的衣服送給璐璐，與璐璐的感情相當好。機甲顏色為黃色。
害怕幽靈、鬼故事這類的事物，在支線任務-試膽大會中與主角、莎曼莎一起參加試膽大會遇到真正的幽靈，就這樣站著暈了過去。
屬性：水
擅長武器：杖
招式：
| 招式類別 | 招式名稱 | 備註                                            |
| -------- | -------- | ----------------------------------------------- |
| 輔助系   | 回復術   | 挹注隊員喪失的HP及MP                            |
| 輔助系   | 復活術   | 讓死去的隊員復活                                |
| 術能系   | 雪天飛舞 | －                                              |
| 被動系   | 回復加持 | 回復術加強，需透過任務習得。                    |
| POW系    | 瞬間凍結 | －                                              |
| 合體技   | 寒玉冰擊 | 成員中唯一初期沒有合體技設置， 需透過任務習得。 |

##### 伊奈（，角色聲音：廣橋涼）
月神組的隊員，14歲，非常內向，身高150cm，體重40kg，本是風影組的隊員，是特勤隊中年齡最小的隊員，是一位擅長忍術的忍術高手。
在18等主線「強襲兵器所」中凱薩琳艦長有提到：「經常進入敵人的核心破壞，在百萬敵軍中取敵將首級如探囊取物般的容易。」其實平時相當地害羞，曾經為主角織過毛衣，而主角為了表達謝意帶她去看電影，卻因為除了恐怖電影外其它沒有座位，認為未來會有許多任務沒有時間看，勉強自己進去看，卻抱著主角大哭（事後主角才知道伊奈害怕看恐怖電影），曾經受到莎曼莎的惡整，而打扮成女僕裝到主角房間，也可見個性很單純，在忍者村中與比自己年長的龍丸大哥學習忍術。
屬性：水
擅長武器：苦無、刀
招式：
| 招式類別 | 招式名稱                 | 備註                                                       |
| -------- | ------------------------ | ---------------------------------------------------------- |
| 輔助系   | 隱身術                   | 可以用於穿透移動 完全回避各種攻擊 自身攻擊力增強           |
| 輔助系   | 分身術                   | 分出多個個體各自進行自主行動 除本體外無法使出POW系、分身術 |
| 技能系   | 龍牙烈風擊 真·龍牙烈風擊 | 後者「真」招式需透過任務習得。                             |
| POW系    | 祕法爆裂                 | 成員中唯一初期沒有設置POW(必殺)招式， 需透過任務習得。     |
| 合體技   | 疾風雙刃斬               | －                                                         |
| 技能系   | 苦無攻擊                 | 需配置苦無類武器才顯示的額外技能。                         |

##### 璐璐（，角色聲音：能登麻美子）
月神組的隊員，10歲，身高138cm，體重32kg，在5等主線－失憶少女中玩家在殘破的巨大機甲旁發現，因為一開始失去了記憶所以被玩家帶回到拉斐爾艦居住，其名也是在那時由玩家所取的，在14等主線－水靈曾被水靈附身過。
其實原名為芙蕾絲，是神族安娜斯王國的公主，在黑帝斯與魔族聯軍攻入王宮時，與母親安娜皇后以及亞拉德所率領的騎士團逃離王宮，但在路上卻遭到伏兵攻擊，為了保護母后與亞拉德，使用了拉琪希絲之鍊的力量擊退伏兵，卻因為無法操控力量產生爆走，於是皇后利用自己的生命封印了這股力量並且開啟光之門讓芙蕾絲與亞拉德送到了地球，封印後芙蕾絲變回了10歲的樣貌也失去了關於王國的記憶，在26等主線「聖騎士亞拉德」遇見亞拉德也不記得，在108等主線完全回復了所有記憶，但為了方便行動於是身體樣貌還是10歲的樣貌，小時候與亞拉德是青梅竹馬的好友同時也是主僕，與莉莉絲為秘密好友，目前已繼承王位了。
屬性：水
擅長武器：無
招式：
| 招式類別 | 招式名稱 | 備註                                                                                   |
| -------- | -------- | -------------------------------------------------------------------------------------- |
| 輔助系   | 魔力回復 | －                                                                                     |
| 輔助系   | 精靈之盾 | 透過任務 曙光再現 習得。                                                               |
| 術能系   | 水靈召喚 | 透過NPC 水靈 習得。                                                                    |
| 術能系   | 冰晶之怒 | 透過任務 曙光再現 習得。                                                               |
| POW系    | 女神甦醒 | 使用後會變成原來年齡的公主狀態 自身及範圍內我方各種能力上升。 透過任務 女神之石 習得。 |

##### 露琪亞（，角色聲音：國府田麻理子）
月神組的隊員，在烏蘇拉逆襲任務中被玩家解救，正式加入。
個性偏向於天然呆型，是個讓人放不下心的角色
屬性：水
擅長武器：杖
招式：
| 招式類別 | 招式名稱 | 備註                      |
| -------- | -------- | ------------------------- |
| 術能系   | 雷擊術   | －                        |
| 輔助系   | 水鏡之盾 | 為我方抵受POW系攻擊傷害。 |
| POW系    | 巨浪     | －                        |

##### 唐琳（，角色聲音：桑島法子）
月神組的隊員，20歲，身高164cm，體重45kg，原為雪滅組隊長，在敗部復活任務結束後，正式加入。
擁有不分敵我都認可的強大實力，被稱之為「銀白之虎」，背後與之相對的不是驚人的天賦，而是過人的刻苦鍛鍊。
經常被莎曼莎取笑為「母老虎」，小時候練習劍道（可是擅長武器則為刀……）。
很怕蟑螂。
屬性：火
擅長武器：刀
招式：
| 招式類別 | 招式名稱        | 備註                           |
| -------- | --------------- | ------------------------------ |
| 技能系   | 居合斬 真居合斬 | 後者「真」招式需透過任務習得。 |
| 技能系   | 虎破斬          | －                             |
| POW系    | 猛虎出閘        | －                             |

##### 亞拉德（，角色聲音：中井和哉）
月神組的隊員，在瑪那魔石任務結束後，正式加入，其加入原因為為了與主角共同保護芙蕾絲（璐璐）公主。
昔日安娜斯王國的侍前護衛隊成員，個性忠誠剛毅，封號「聖騎士」；與芙蕾絲公主為青梅竹馬，從小便和崇拜的哥哥一同進入王宮中接受訓練；未料哥哥無故投靠黑帝斯軍，自己則是被克爾朵女神送到未來，會因璐璐與玩家之間感情良好而吃醋。
屬性：火
擅長武器：劍
招式：
| 招式類別 | 招式名稱 | 備註             |
| -------- | -------- | ---------------- |
| 技能系   | 龍焰斬   | －               |
| 技能系   | 風刃斬   | －               |
| 輔助系   | 護主     | 為我方抵擋攻擊。 |
| POW系    | 聖光斬   | －               |

##### 克蕾兒（，角色聲音：佐藤聰美）
月神組的隊員，人造人一名，20歲，身高167cm，體重不明。於劇情任務「生化糟裡的女子」中登場，並於後續任務「謎樣般的人造人」後加入，其名由玩家所取。
屬性：水
擅長武器：槍
招式：
| 招式類別 | 招式名稱   | 備註                         |
| -------- | ---------- | ---------------------------- |
| 技能系   | 雷射砲擊   | －                           |
| 輔助系   | 強力回復術 | －                           |
| 輔助系   | 反異常謢盾 | 為我方防止受到異常狀態攻擊。 |
| 輔助系   | 異常解除   | 為我方治療異常狀態。         |
| POW系    | 毀滅狂雷   | －                           |

##### 莉莉絲（，角色聲音：釘宮理惠）
月神組的隊員，在108主線後，正式加入，大神官艾莉雅的徒弟，個子嬌小卻是盛氣凌人，天生體內就含有巨大魔力，為避免精神爆走傷及百姓，神族將莉莉絲交付給大神官指導其控制魔力；自稱是芙蕾絲昔日的祕密好友，在安娜斯亡國後藏匿於邊界村莊中，和大神官一同在村莊周圍增設屏障，保護村莊免於黑帝斯軍的襲擊。
在支線任務「神秘少女」中被強盜抓住，後被玩家救出（也是第一次與玩家見面），對於玩家的樣貌評價為長相普通的傢伙，常用本小姐來稱呼自己，還要玩家稱呼自己為莉莉絲小姐，在後面特勤隊們遇到危險時，出手塔救，但是在玩家意識模糊醒來時，被玩家誤認為席貝兒而生氣。
招式：
| 招式類別 | 招式名稱     | 備註                                                 |
| -------- | ------------ | ---------------------------------------------------- |
| 術能系   | 暴雷術       | －                                                   |
| POW系    | 轟雷地獄     | －                                                   |
| 被動系   | 轟雷地獄強化 | 強化自身POW系招式威力。 透過任務 沙漠的生存者 習得。 |

##### 漢默斯（，角色聲音：松原大典）
號稱「萬事通」，擅長收集、買賣情報，是比士城的地頭蛇，也是盜賊集團「神蹤」的首領，專門對付與黑帝斯軍勾結的黑暗商團，只要被他盯將無一倖免，讓商人既畏懼又需要購買他的情報，因此黑暗商團暗地裡稱其為「吸血鬼」曾將主角一行人，當成是敵人。
招式：
| 招式類別 | 招式名稱   | 備註 |
| -------- | ---------- | ---- |
| 技能系   | 神蹤烈風拳 | －   |
| 技能系   | 破空連矢   | －   |
| 輔助系   | 逃脫彈幕   | －   |
| POW技    | 龍捲彈     | －   |

##### 雷伊（，角色聲音：浪川大輔）
安娜斯王國侍前護衛隊的隊長，嚴肅的外表下藏著頑皮的個性，從小與達爾、亞拉德一同長大、受訓，與同年的達爾為摯友，黑帝斯軍突襲時為最後一道防線，戰敗後四處藏匿，一邊採游擊方式消滅敵軍，一邊尋找神族的遺民。似乎知道達爾投靠黑帝斯軍團背後的真相。
招式：
| 招式類別 | 招式名稱 | 備註 |
| -------- | -------- | ---- |
| 技能系   | 光明雷電 | －   |
| 輔助系   | 捨身     | －   |
| POW技    | 光雷審判 | －   |

##### 狐娘（，角色聲音：田中理惠）
被玩家從樹精手中救出的謎樣少女，雖然聲稱她身上裝扮是cosplay，但有時卻會見到她化身為狐狸的模樣。
招式：
| 招式類別 | 招式名稱 | 備註                 |
| -------- | -------- | -------------------- |
| 輔助系   | 藤蔓術   | 限制前方3體行動1回合 |
| 輔助系   | 旋風術   | 限制單體行動2回合    |
| 術能系   | 威力龍捲 | －                   |

##### 蜜兒（，角色聲音：堀江由衣）
如小貓般可愛天真的少女，玩家從一紙箱中找到遭人遺棄的她，便從此賴著玩家身邊，偶爾會化身為小白貓的模樣。
招式：
| 招式類別 | 招式名稱 | 備註                                                 |
| -------- | -------- | ---------------------------------------------------- |
| 技能系   | 連抓擊   | －                                                   |
| 輔助系   | 結界光壁 | 可保護隊員抵禦敵方三次攻擊，一次僅能針對一名隊員施放 |
| 輔助系   | 光壁瓦解 | －                                                   |

### 黑帝斯軍
- 斐利西亞
- 瑪蒂亞
- 瑪莎
- 伊西斯
- 布拉格(CV:日:若本規夫)
- 達爾(CV:日:稻田徹)

亞拉德的哥哥
- 弗洛拉(CV:日:金田朋子)

個性腹黑

### 魔族
- 克絲卡(CV:相沢舞)

### 其餘還未登場的角色
- 帕蒂

於設定中為妖精族群，原定應該於邪惡勢力資料片後登場。

## 主題曲
「天使的羽翼」
歌 - 石田燿子
「天使の印」
歌 - 莉莎（石黑千尋）

## 資料片

### 邪惡勢力
在邪惡勢力有一些技能如(念動巨炮)和(滅世之雷)直到2020年都未登場。另外當時宣傳及資料公佈至今剩下的新夥伴角色「帕蒂」，更是到現在仍無消息。

### 光明騎士
於2009年12月24日推出。主要更新內容：
- 第三章全新劇情
- 新地圖：吉米多島、罪惡島、桃源、失落島、神跡島
- 全新奇幻種族
- 結婚系統，於2010年1月7日正式實裝[6]

### 聖戰再起
官方原定的計劃與東西，至今末全部實行，資料當中的新登場夥伴暫時只屬劇情配置的角色。

## 外部連結
- （中文）女神官方網站（页面存档备份，存于）
- （中文）新女神官方網站
- （中文）香港女神官方網站（页面存档备份，存于）
- （日語）女神官方資料網站